# Ele Não Vai Mudar
"Ele Não Vai Mudar" é uma canção da dupla sertaneja João Neto & Frederico lançada em oficialmente em 10 de maio de 2014 como segundo single do álbum Ao Vivo em Vitória

## Lista de faixas
| Download digital no iTunes |                     |         |  |
| N.º                        | Título              | Duração |  |
| 1.                         | "Ele Não Vai Mudar" |         |  |